# 苏丹马末沙
苏丹马末沙是滿剌加蘇丹國第八任苏丹，他分別在1488年至1511年和1513年至1528年執政。他的妻子敦法蒂瑪是位女中豪杰。他也是拜裡米蘇拉的後代。是一名蘇門答臘人。

## 生平
他是续前任苏丹阿拉乌丁一世之位，父王的早逝讓他很年輕就繼位。他年輕時由当时的盤陀訶羅（马来语的宰相）敦霹雳摄政。在最初几年，作为一个年轻的成年人，被称为是一个无情的苏丹，国家由干练和明智的敦霹雳手中的管理。敦霹雳在1498年去世后，宰相由敦布帝繼任。兩年後敦布帝逝世後，苏丹马末沙委任敦墨太修繼任宰相職位。敦霹雳的死亡使苏丹马末沙改变成为一个昏庸的统治者。
苏丹马末沙在位期间，行为不检，荒淫无道，四处冶遊，任意奪人妻女，以致马来妇女出门时必以头巾蒙面，以免遭殃。马末沙也有吸食鸦片的习惯，喜欢索隐行怪，夜扮乞丐而造访隐士。更为严重是宠信佞臣，濫赐封号，挥霍无度，致使朝政腐败，人心渙散。
他在任期间反对外国（主要为葡萄牙）在这里建立港口。葡萄牙上将迪奥戈·洛佩斯·西奎拉在1509至10年期间访问马六甲，苏丹马末沙策划暗杀他，更策划袭击葡萄牙的船只。然而消息被人泄漏，西奎拉知道了这个阴谋连忙逃离马六甲，而烧毁两艘人手不足无法立即起航的船只，滞留在岸上的数十名葡萄牙官兵则被俘虏。
1511年，葡萄牙著名的海军军官阿方素·德·阿爾布克爾克带领葡萄牙军队，以索取赔偿的名义攻打马六甲。苏丹马末沙和妻子抵抗葡萄牙的攻击。8月8日，葡萄牙人占领了马六甲。苏丹马末沙和法蒂拉與儿子阿末沙（Ahmad）逃離，撤退到麻坡和柔佛。葡萄牙人占领马六甲之后，建立大量军事建筑，包括一座法摩沙城堡。
葡军随后挫败苏丹马末沙的反攻企图后，苏丹马末沙退守至彭亨，在彭亨居停约一年。由于彭亨苏丹阿都加米兒（Sultan Abdul Jamil）是苏丹滿速沙的后裔，而苏丹马末沙也将女兒下嫁给彭亨苏丹，双方维持良好的关系，故此苏丹马末沙得到彭亨地区的支持，成为收复马六甲的强力后盾。苏丹马末沙也通过外交途径，在1520年派遣使节到中国明朝求援，但明朝並未出兵相助，只是要求葡萄牙归还马六甲土地，和下令邻近国家给予协助。另一种说法是明朝知道马六甲不友善对待中国商人后，就拒绝给予任何协助。
苏丹马末沙虽然失去国土，但仍然得到马来半岛大部分地方和属国的效忠，如麻坡、林茂、双溪乌绒、巴生、霹雳、彭亨、登嘉樓、甘巴和英得拉其利等等地区的支持，继续以马六甲苏丹的名义，率领马来军队抵抗葡萄牙军队。

### 抵抗葡萄牙
从1511年到1536年的二十五年间，苏丹马末沙展开复国战争，期间除了多次骚扰马六甲的边陲地区，或抢劫葡萄牙的船只，甚至封锁麻坡河河口一带，阻隔来自爪哇的远糧船，造成葡军发生饑荒。
苏丹马末沙先后于1515年、1516和1519年三次带领马来军队进攻马六甲，但是都失败。这些攻击行动激怒了葡军。1520年，葡萄牙发动报复行动，为了瓦解马末沙的势力，葡军攻陷马末沙的在柔佛的首都巴莪，苏丹马末沙被逼遷都到廖内群岛的賓丹岛，苏丹马末沙在此建立基地，继续谋求收复国土。在往后数年，即1521年、1523年、1524年、1525年，葡军连续攻打賓丹岛，但都鎩羽而归。1525年，苏丹马末沙发动他最后一次的复国战争，动用水陆大军，兵分两路围攻马六甲一个月，企图收復马六甲。但葡萄牙的援军自印度殖民地赶到，收复山河的努力最终功亏一篑。
1526年，葡军大举进攻賓丹岛进行报复，最终都城陷落，苏丹马末沙和妻子逃到了蘇門答臘的甘巴，并在那裡建立了政府，在两年之后（即1528年）就去世了。

## 家庭
马末沙有好几个妻子。其中最有名的是Tun Teja。苏丹周围也圍繞著如漢都亞、火者亚三和汉纳丁（Hang Nadim）等能人義士。他有三个儿子：长子阿末沙、霹雳的目扎法沙一世和柔佛的阿拉烏丁．利亞二世。
长子阿末沙因与父亲不和，失宠后被赐死。次子目扎法沙本为王儲，他娶了继母敦法蒂瑪的女兒敦德琅（Tun Trang）之后被废位，1528年被派往霹雳建立霹雳苏丹国。而三子阿拉烏丁．利亞則創立了柔佛苏丹国，继续跟葡萄牙作战。

## 传说
在馬來紀年中記載了關於苏丹马末沙的傳說：他钟情于金山（Mount Ophir，又稱乐榔山[Gunung Ledang]）的仙女，于是派大臣到金山向仙女提亲。仙女向他提出了要建金桥银桥到金山，七盘蚊子心、七盘飞蛾心，再加上槟榔汁、眼泪、苏丹和王子的血各一樽等七项不合理的要求，他才悻然而退。苏丹马末沙在宰相敦墨太修的美貌女儿法蒂玛的婚礼上对她為之傾慕，早晚都想一亲美人芳泽。但敦墨太修将女儿许配给别人，惹恼了苏丹马末沙。结果在宰相的仇人拉惹門德利亞（Raja Mendeliar）指责敦墨太修要策划叛乱的讒言的陷害下，把敦墨太修家的男丁全都砍头，终于强娶了法蒂玛。法蒂玛为了报复杀父之仇，每当她怀孕时就设法堕胎，一直到苏丹马末沙答应她凡生男必委为王储后，法蒂玛这才为苏丹马末沙生了两男两女。

## 备注
1. ^ ：比對、詳见火者亞三。

## 外部連結
（页面存档备份，存于）
馬來語电影《乐榔山公主/金山公主》 （页面存档备份，存于）(Puteri Gunung Ledang) ，講關於苏丹马末沙和乐榔山公主的故事